# Blue Creek (Archäologische Stätte)

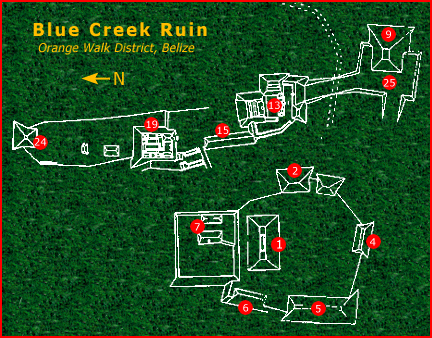
Übersichtsplan der Ruinen, die in Blue Creek ausgegraben wurden

Blue Creek ist eine bedeutende archäologische Stätte im Nordwesten von Belize in Mittelamerika. Sie ist nach dem gleichnamigen Flusssystem des Blue Creek (Rio Azul) benannt. Die Stätte steht in Verbindung mit der archäologischen Stätte Río Azul im Departamento Petén, Guatemala, nur wenige Kilometer Luftlinie südwestlich.

## Geographie
Die Stätte liegt am nördlichen Rand der Klippen des Bravo Escarpment im Nordwesten von Belize, nahe der heutigen Grenze zwischen Belize und Mexiko und erstreckt sich nach Südwesten über die Grenze zwischen Guatemala und Mexiko.
Sie ist mittlerweile als eine von mehreren archäologischen Stätten in der näheren Umgebung identifiziert und liegt in einer Region von drei Flüssen, wo Rio Azul, Booth’s River und Rio Bravo zusammenfließen und gemeinsam den Rio Hondo bilden. Die Nordgrenze der Stätte liegt an einem Canyon mit Wassertiefen von mehr als 100 m, wo der Rio Hondo über Klippen stürzt.
Blue Creek verbindet das Karibische Meer mit den Küstensiedlungen in Belize über den Rio Hondo und ist geteilt in zwei Sektionen, Eastern Petén und im Belize Coastal Plain (Küstenebene). Das Petén-Plateau ist ein kalksteinreiches Gebiet mit Anhöhen, welche durch Flüsse mit den ‘Bajos’, Senken im Ökosystem, aus Feuchtgebieten verbunden sind. Die Rio Bravo Depression ist ein bedeutendes Beispiel für die ökologische Vielfalt der Stätte, da sie sowohl Feuchtgebiete als auch Trockenzonen umfasst.
Während die flache Umgebung heute weitgehend landwirtschaftlich genutzt wird, ziehen sich die Ruinen in einem noch bewaldeten Streifen entlang des Flusses von Norden zur Grenze zu Guatemala nach Süden.

## Archäologie
Zahlreiche Artefakte wurden an der Stelle gefunden und zeigen, dass die Stätte von Blue Creek von mehreren antiken Maya-Gemeinschaften seit der mittleren vorklassischen Periode bis zur spätklassischen Periode der mesoamerikanischen Chronologie besiedelt war.
Archäologen kamen erst im 20. Jahrhundert nach Blue Creek, als eine Studie von der Regierung in Auftrag gegeben wurde, und es sind keine offiziellen Forschungen vor 1973 bekannt. Seither wurde das Gebiet jedoch von verschiedenen Teams von Wissenschaftlern und Landwirtschaftsexperten untersucht.
Daten zeigen, dass die Stätte während der 800er Jahre (A.D.) verlassen wurde. 200 Jahre später fand nochmals eine Teilbesiedlung am Ende der klassischen Periode statt. Während es viele Theorien zum Fall des Maya-Imperiums gibt, deuten die Funde darauf hin, dass es einen deutlichen Bevölkerungsrückgang und einen langsamen Verfall der Infrastruktur gab. Eine Fallstudie von 2016 zur Rolle der Könige in Blue Creek deutet darauf hin, dass der Umgang mit bedeutenden Umweltproblemen wie Trockenheit oder Bodenerosion zusammen mit dem Umgang mit Ressourcen ein Faktor beim Zusammenbruch der Gesellschaft gewesen sein könnte. Andere vermuten, dass allgemeine Bodenverschlechterung der Grund für den Zusammenbruch der Gesellschaft gewesen sein könnte.
Im 21. Jahrhundert wird die Forschung mit Hilfe von Nichtregierungsorganisationen und freiwilligen Helfern fortgeführt und die Stätte wird weiterhin dokumentiert, geschützt und konserviert.

## Landwirtschaft
Da Blue Creek in einem Gebiet mit zahlreichen Ökotonen (Anbaustandorten) liegt, gibt es erhebliche Unterschiede in den Land- und Bodenarten. Die Maya hatten dadurch das ganze Jahr über die Möglichkeit zur konstanten Nahrungsmittelproduktion. Besonders der fruchtbare Boden oberhalb der Bravo Escarpments, wo sich Blue Creek befindet, wurde von modernen Landwirten empfohlen zum Anbau von Trockenfeldfrüchten. Pollenproben von Laguna Verde am Standort Blue Creek und ihre Position im Pollenspektrum haben es Historikern ermöglicht, die vergangene Vegetation und die Umweltbedingungen von Blue Creek zu rekonstruieren.

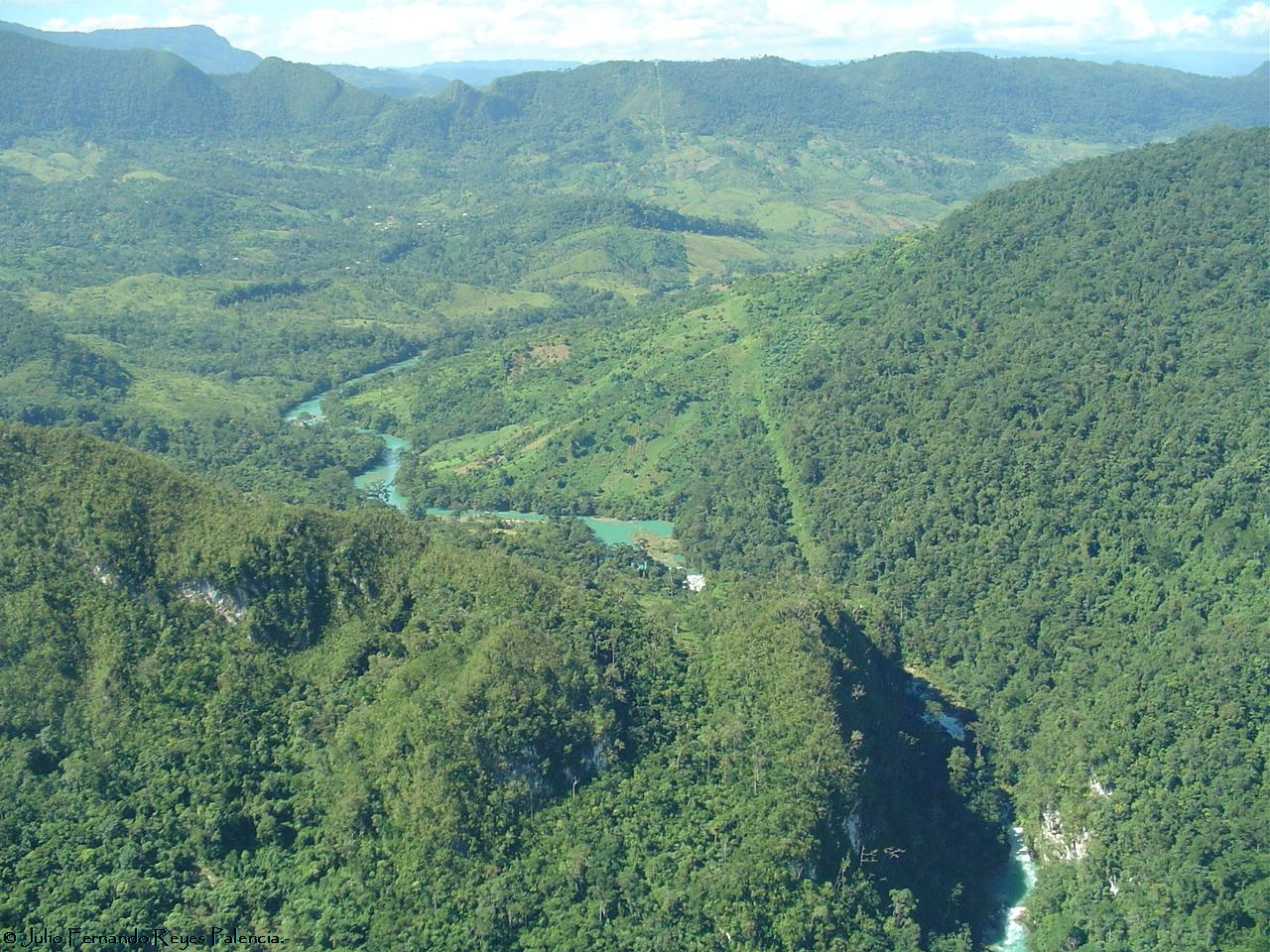
Grenze zwischen Guatemala und Mexiko

Die Terrassen der Maya bildeten auch die Grundlage für die heutige nachhaltige Landwirtschaft. Die Anlage der Terrassen schränkte die Bodenerosion ein und boten eine gute Grundlage für die Pflanzungen und diente zur besten Durchfeuchtung der Böden. Außerdem erschlossen sie das Land auch in Gebieten mit steilen Hängen, die sonst für Pflanzungen ungeeignet gewesen wären. Diese Technik lässt sich bis in die frühe klassische Periode in Blue Creek nachweisen, wohl in Reaktion auf eine verstärkte Erosion, die sich schon in der vorklassischen Periode nachweisen lässt. Es lassen sich Kontrolldämme und natürlich vorkommende Kanäle feststellen. Später entwickelten sich Trockenterrassen, welche zur Stadtentwicklung von Blue Creek beitrugen. Viele der antiken Terrassen werden heute noch genutzt.
Darüber hinaus zeigen archäologische Überreste, die im Hochland von Blue Creek freigelegt wurden, dass die alten Maya Sonnenbeobachtung, Wassermanagement und die Verbesserung der Bodenfruchtbarkeit nutzten. Das Wissen über die Sonne und ihren Platz im Sonnensystem war für die Maya ein entscheidender Faktor in der Nahrungsmittelproduktion. Ethnographische Berichte über die Maya-Kultur zeigen, dass die mesoamerikanischen Gemeinschaften tief verwurzelte Rituale in ihre landwirtschaftliche Praktiken einbezogen. Opfer und Spenden wurden gemacht, um Regen und erfolgreiche Ernten zu garantieren. Die Quincunx-Gruppe im Hinterland, nur 2,5 km von Blue Creek entfernt, ist ein architektonisches Ensemble aus fünf Strukturen gruppiert um einen strategischen Platz und mit einer weiteren Konstruktion in der Mitte. Diese Anordnung wurde für Rituale genutzt und half den Menschen der späten klassischen Periode, kosmologische Vorgänge und Sonnenwenden zu bestimmen. Der Zugang zum Fluss war ein lebenswichtiger Vorteil für eine erfolgreiche Landwirtschaft.

## Architektur und Sozialstruktur

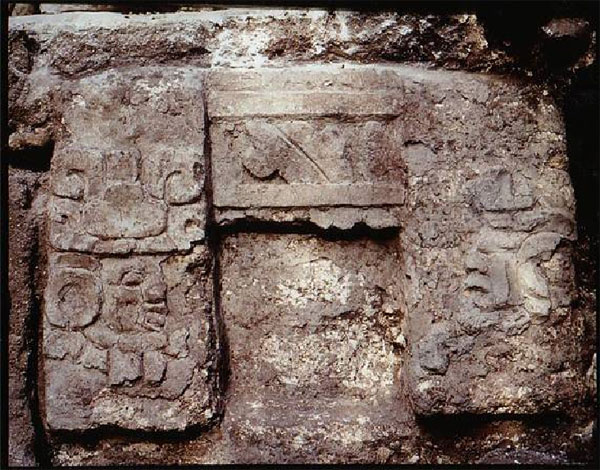
Ajaw-Maske

Die meisten architektonischen Strukturen von Blue Creek folgten dem Rand des Bravo Escarpments und weisen ähnliche Strukturen auf wie andere nahe gelegene Siedlungen. Es wird angenommen, dass das 20 km große Kerngebiet von Blue Creek das soziale Zentrum des Bezirks war. Man hat die Überreste von zwei Plaza-Komplexen identifiziert sowie einen in der frühen klassischen Zeit errichteten Ballplatz und zwei Höfe, deren Zweck noch immer diskutiert wird. Die Organisation der Siedlung wurde von den Maya-Leuten sehr berechnet angelegt, um Strukturen zu schaffen, welche die heilige und kulturelle Bedeutung widerspiegeln. Die Anordnung der Gebäude spiegelt die Kommunikationsstrukturen wider und bot Räume für landwirtschaftliche, religiöse und verwaltungstechnische Aktivitäten, die zutiefst auf ritualistischer Ideologie beruhten. Vier Bauperioden konnten innerhalb der verschiedenen Besiedlungszeiten unterschieden werden: in der letzten präklassischen Ära, der frühen klassischen Ära und in der späten klassischen Ära.
Man nimmt an, dass Blue Creek irgendwann im Jahr 500 n. Chr. von einer größeren benachbarten Macht übernommen wurde. Dies wird durch das Fehlen von Bauten und durch das Vorkommen von Jade nach dieser Zeit deutlich. Weitere Hauptbestandteile der Blue-Creek-Site werden von Archäologen als Western Group bezeichnet. Bauwerke der Eliten wurden im Allgemeinen von Historikern klassifiziert, indem sie ihren architektonischen Maßstab und ihre Lage in Bezug auf das Zentrum des Bezirks sowie auf wesentliche Ressourcen untersuchten.
Die Anlage unterteilt sich in zwei Abteilungen, welche separate Funktionen übernahmen. Die Forscher unterscheiden Plaza A und Plaza B. Die Archäologen haben mehr als 400 Wohngebäude in Blue Creek identifiziert, durch welche auch eine Trennung zwischen der Elite und den einfachen Menschen deutlich wurde. Diese soziale Trennung zeigte sich im Laufe der Ausgrabungen an Struktur 9, dem so genannten “The Temple of the Masks”. Das Gebäude weist darauf hin, dass Gottkönigtum ein bedeutender Teil der Sozialstruktur in Blue Creek war. Die erhaltenen Masken wurden an der Außenseite der Tempel-Fassade gefunden und wurden in die frühe klassische Periode datiert, obwohl ursprünglich vermutet wurde, dass sie auf die späte klassische Periode zurückgingen. Man glaubt, dass es sich bei dem Gebäude um eine Eliteresidenz handelte, worauf die „ajaw-Maske“ hindeutet, welche für die Häuser von Herrschern vorbehalten waren. Der Begriff ajaw bezieht sich auf das Bild des halbabstrakten Gesichts, welches den Herrn symbolisiert. Die ‚Lätzchen‘ unter jeder Maske weisen auf ihren Ursprung in der frühklassischen Zeit hin. Diese Struktur deutet darauf hin, dass Blue Creek eine unabhängige Gemeinschaft mit eigener Hierarchie und eigenem Herrschaftssystem war. Weitere Hinweise auf religiöse Praktiken ergeben sich durch eine Struktur auf der Rückseite der Plaza B mit der Bezeichnung „Tempel des Obsidiankriegers“ (‘Temple of the Obsidian Warrior’). Dieser Tempel wurde, wie viele andere Gebäude in Blue Creek, geplündert, was die Arbeit der Archäologen erheblich erschwert.
Eine andere Ausgrabung enthüllte ein frühklassisches Säulengebäude in Blue Creek, das eine ungewöhnliche architektonische Form im Vergleich zu typischen Maya-Strukturen war, die aus dickem Mauerwerk bestanden. Plaza A von Blue Creek umfasst allein sechs dieser traditionellen Mauerwerksstrukturen. Das Gebäude sollte wohl als Aussichtsplattform dienen, da es erhöht war und aus acht Säulen anstelle von massiven Wänden sowohl am hinteren als auch am vorderen Ende der Struktur bestand.
Die Entdeckung eines Cache-Bootes (Depotfund) in einem kleinen Tempel im Zuge der Ausgrabungssaison 1998 deutet auf die große Bedeutung der Kosmologie in der Religion der Maya und auf deren Schöpfungsmythos. Der Toniná-Schrein in der Struktur 3 besteht aus Berg- und Herdstein-Abbildungen, welche als direkte Referenzen auf die Konzepte um die Welterschaffung gelten. Die Beziehung zwischen dem Tempel selbst und dem abgebildeten Berg gilt als symbolische Darstellung der Heiligen Landschaft der Maya. Der Kalksteinblock, welcher in Struktur 3 gefunden wurde, lässt vermuten, dass auch dieser als wertvoller Gegenstand in Blue Creek verehrt wurde.

## Wirtschaft und Handel

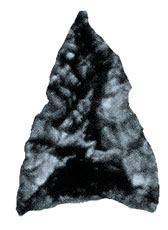
Obsidian-Pfeilspitze

Im Allgemeinen wird heute angenommen, dass Maya-Gemeinschaften sich auf die Produktion bestimmter Ressourcen spezialisierten und unabhängig und frei funktionierten, was im Gegensatz zur klassischen Theorie steht, nach welcher größere hegemoniale Maya-Zentren die Produktion bestimmten. Blue Creek selbst hatte Zugang zu großen Mengen exotischer Waren und war eine wohlhabende Gemeinde. Viele Archäologen schreiben den Erfolg und Reichtum von Blue Creek, selbst als mittelgroßes Zentrum, seiner strategischen Lage am Hondo-Fluss und damit dem Zugang zu den karibischen Küstengemeinden und Wirtschaftszentren zu.

Der Beweis für das Flusshandelssystem zwischen präkolumbianischen Gemeinden besteht aus einem Dock- und Dammkomplex, der am Hondo River direkt über dem Standort Blue Creek gefunden wurde. Darüber hinaus stammen Ablagerungen von Blue Creek aus der vorklassischen und klassischen Periode. Kopfsteinpflaster wurde als Rohbaumaterial für den Bau von Docks und Dämmen verwendet, um den Handel und die Kommunikation zu erleichtern. Funde aus diesen Ablagerungen bestätigen die Handelskontakte zwischen Blue Creek und den in Guatemala gelegenen Motagua-River-Gruppen im Süden. Diese Ressourcen waren grundlegend für einen Teil der Maya-Gemeinschaft, da sie die Hierarchie in soziale und ökonomische Kategorien aufteilten. Archäologische Funde von Steinwerkzeugen aus Colha zeigen, dass industrielle Manufakturen schon in der präkolumbischen Periode bestanden und Handelsgüter durch ein Kommunikations- und Handelsnetzwerk nach Blue Creek gelangten. 

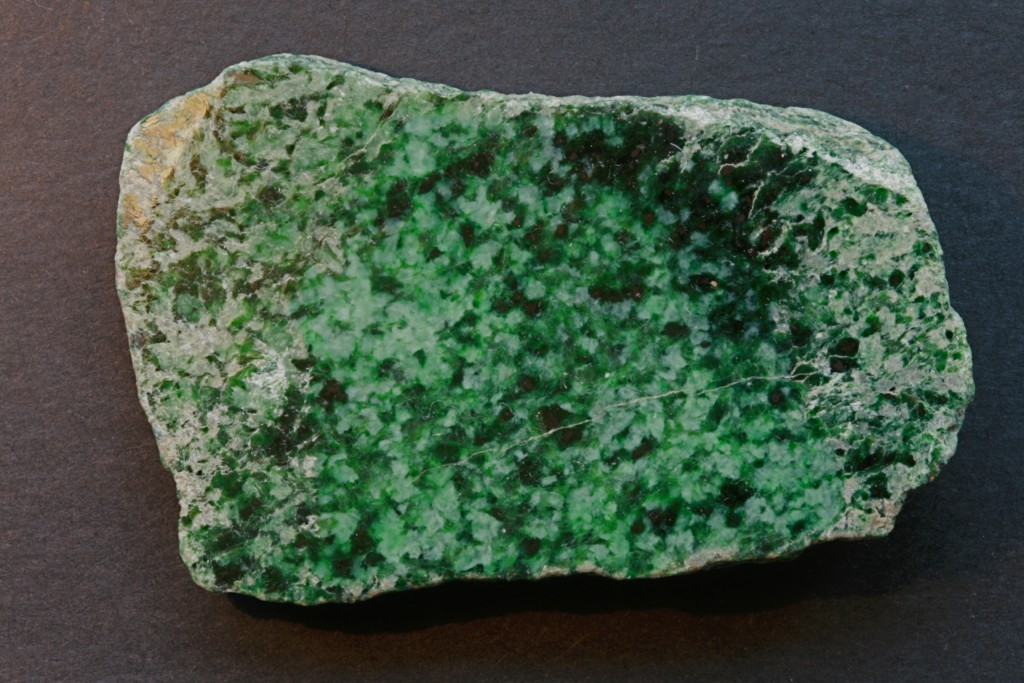
Jadeite.

### Funde
Die Bodenqualität rund um Blue Creek war ein entscheidender Faktor für die Entwicklung der Siedlung. Konflikte in der späten klassischen Ära werden als Ergebnis der wachsenden Bevölkerung von Blue Creek und der abnehmenden landwirtschaftlichen Produktivität und damit des Wettbewerbs um den Boden als Ressource angesehen. Hinweise deuten auch darauf hin, dass Jadeit- und Nephrit-Vorkommen wichtige Ressourcen für Blue Creek und eine bedeutende Quelle des Reichtums waren. Mehr als 1.500 Jadeobjekte sowie Obsidian-Klingen, Mahlsteine aus metamorphem Gestein und Schwämme von der Karibikküste wurden bei Blue Creek gefunden. Der Großteil dieser Jade befand sich in Bereichen von ritueller Bedeutung wie Struktur 4, Grab 5 und Grab 7. Insgesamt wurden 458 Obsidian-Objekte in Struktur 4 gefunden, davon 425 Klingen und 27 Kerne, für die El Chayal als Herkunft bestimmt werden konnte. El Chayal ist eine antike Stätte gerade außerhalb des modernen Guatemala-Stadt, wo große Obsidianvorkommen lagen, die von präkolumbianischen Gemeinschaften wie den Maya als Grundlage für eine regelrechte Industrie genutzt wurden. Die Überreste von neun Cache-Schiffen (Depots) deuten darauf hin, dass Schwämme und Pflanzen von der karibischen Küste in Blue Creek selbst in religiösen und rituellen Abläufen als wertvolle Ressourcen angesehen wurden. Diese Caches waren Weihegeschenke für die Götter. Üblicherweise bestanden sie aus zwei Keramikschalen, wobei die zweite auf die erste umgekehrt wurde, um eine kugelförmige Struktur zu schaffen, mit wertvollen Materialien wie Jade, Obsidian, Muscheln und Korallen, die darin platziert wurden.